# Realistické sloky (Sova)
Realistické sloky (cz. realistyczne strofy) – debiutancki tomik wierszy czeskiego poety Antonína Sovy, opublikowany w 1890. Tytuł zbiorku odpowiada jego zawartości, ponieważ zostały w nim wydane utwory przedstawiające sceny z życia codziennego w mieście, pisane zgodnie z poetyką realizmu. Język tych wierszy zawiera elementy potoczne. W późniejszej twórczości Sova odszedł o realizmu w stronę impresjonizmu.